# Episodi di Un caso di coscienza (prima stagione)
La prima stagione della serie televisiva Un caso di coscienza andò in onda in prima visione su Rai 2 nel 2003.
| nº | Titolo                 | Prima TV Italia |
| -- | ---------------------- | --------------- |
| 1  | Un caso di coscienza   | 11 marzo 2003   |
| 2  | Incidente premeditato  | 18 marzo 2003   |
| 3  | Come un ferro da stiro | 25 marzo 2003   |
| 4  | Black out              | 2 aprile 2003   |
| 5  | Le lumache di Bebe     | 16 aprile 2003  |
| 6  | La quarta parete       | 23 aprile 2003  |